# Duetto buffo di due gatti
Duetto buffo di due gatti (tal. Komični duet dviju mačaka; Duet mačaka) skladba je klasične glazbe pogrešno pripisana Gioachinu Rossiniju. Iako je napisana za dva soprana i klavir, skladba se često izvodi s drugim sastavom glasova i orkestrom. Čitav tekst skladbe sastoji se od mjaukanja te se djelo, zahvaljujući humorističnom karakteru, često na koncertima izvodi kao bis.

## Nastanak
Skladba se uobičajeno pripisuje Rossiniju, ali povjesničari se slažu da ju nije on napisao, iako se većim dijelom sastoji od fragmenata iz njegove opere Otello.
Njemačka izdavačka kuća Schott Music je pronašla faksimil djela koje je oko 1825. godine u Londonu izdala kuća Ewer & Johanning, na kojoj je naveden autor G. Berthold. To je pseudonim engleskog skladatelja Roberta Lucasa Pearsalla, te je on vjerojatni autor skladbe.
Skladba je, u stvari, kompilacija djela Christopha Ernsta Friedricha Weysea i Gioachina Rossinija. Na način onomatopeje predstavlja dozivanje mačaka, a s drugom kombinacijom glasova predstavlja dozivanje mačke i mačka, mȃčākā, ili čopor.

## O glazbi
Orkestracija: 2 glasa, klavir
Tonalitet: d-mol
Kompilacija ima tri dijela koja se izvode spojeno, a sastavljena je od sljedećih triju djela:
- Katte-Cavatine (mačja kavatina) danskog skladatelja Christopha Ernsta Friedricha Weysea
- Fragment dueta Otella i Jaga iz 6. scene drugog čina Rossinijevog Otella
- Fragment arije Rodriga Ah, come mai non senti iz 1. scene drugog čina Rossinijevog Otella

Skladba ima 55 taktova, a prosječno trajanje je oko 3 minute.

## Utjecaj
Opera L'enfant et les sortilèges Maurice Ravela iz 1925. godine ima duet mačaka, "Duo miaulé".
Duet mačaka je često izvođen na koncertima, kao dio programa ili na bis, zapisan je na mnogobrojnim nosačima zvuka i u svom ga repertoaru imaju mnoge pjevačice i pjevači.

## Vanjske poveznice
|  | Zajednički poslužitelj ima još gradiva o temi partitura Duetto buffo di due gatti |